# Closer (Ne-Yo)
Closer è un singolo del cantante statunitense Ne-Yo, pubblicato il 15 aprile 2008 come primo estratto dal terzo album in studio Year of the Gentleman.
Il brano, prodotto dagli Stargate, è stato pubblicato come download digitale nel Regno Unito il 5 maggio 2008, e come CD il 2 giugno 2008. Ai Grammy Awards 2009 il singolo è stato nominato nella categoria miglior performance pop vocale maschile.

## Video musicale
Il video, girato ai Santa Clara Studios in California, è stato diretto da Melina Matsoukas, che aveva diretto anche i video di Because of You e Do You. Il video è stato trasmesso in anteprima da Black Entertainment Television, il 25 aprile e trasmesso una volta ogni ora a partire dalle 7 di mattina. Nel video Ne-Yo esegue una coreografia, con occasionali parole del testo che compaiono sullo schermo.

## Tracce
CD singolo
1. Closer (Main) – 3:54
2. Closer (Agent X Bassline Remix) – 5:22

CD maxi-singolo
1. Closer (Main) – 3:54
2. Closer (Agent X Bassline Remix) – 5:22
3. Closer (Instrumental) – 3:54
4. Closer (video)

Remix ufficiali
1. Closer (StoneBridge Club Remix) – 7:36
2. Closer (Subkulcha House Remix) – 7:22
3. Closer (Cotto's Club Mix) – 7:56
4. Closer (Cotto's Can't Stop Remix) – 7:25
5. Closer (StoneBridge Dub) – 6:36
6. Closer (G Music Remix)
7. Closer (Tha Bizness)
8. Closer (X-Mix Remix)

## Classifiche
| Classifica (2008)             | Posizione massima |
| ----------------------------- | ----------------- |
| Australia                     | 8                 |
| Austria                       | 9                 |
| Belgio (Fiandre)              | 24                |
| Belgio (Vallonia)             | 28                |
| Bulgaria                      | 1                 |
| Canada                        | 19                |
| Danimarca                     | 18                |
| Finlandia                     | 15                |
| Germania                      | 4                 |
| Irlanda                       | 3                 |
| Italia                        | 10                |
| Messico                       | 99                |
| Norvegia                      | 17                |
| Nuova Zelanda                 | 3                 |
| Paesi Bassi                   | 12                |
| Polonia                       | 54                |
| Portogallo                    | 32                |
| Regno Unito                   | 1                 |
| Stati Uniti                   | 7                 |
| Stati Uniti (dance club play) | 1                 |
| Stati Uniti (pop 100)         | 3                 |
| Stati Uniti (R&B/hip-hop)     | 21                |
| Svezia                        | 43                |
| Turchia                       | 2                 |